# Landesstraße 1238
Die niederösterreichische Landesstraße L1238 (L1238) ist eine Landesstraße L in Niederösterreich. Sie führt auf einer Länge von 13 Kilometern von Reinprechtspölla über Sachsendorf und Reikersdorf nach Obernholz.
Der Abschnitt von km 7,3 bis km 11,2, der Abschnitt über den Manhartsberg, ist eine Naturstraße. Aufgrund dieses Umstandes wird die Landesstraße 1238 gerne bei Rallyes für Sonderprüfungen genutzt.
Während in der ersten Landesaufnahme im 18. Jahrhundert die heutige Naturstraße als durchgehend ausgebaute Straße verzeichnet ist, befindet sich laut dritter Landesaufnahme im 19. Jahrhundert dort nur ein Waldweg. In aktuellen amtlichen Kartenwerken ist der Abschnitt über den Manhartsberg als Straße eingezeichnet.